# Салли (округ)
Округ Салли (англ. Sully County) располагается в штате Южная Дакота, США. Официально образован в 1873 году. По состоянию на 2010 год, численность населения составляла 1373 человека.

## География
По данным Бюро переписи США, общая площадь округа равняется 2772 км2, из которых 2608 км2 суша и 164 км2 или 5,93 % это водоёмы.

## Население
По данным переписи населения 2000 года в округе проживает 1 556 жителей в составе 630 домашних хозяйств и 442 семей. Плотность населения составляет 1,00 человек на км2. На территории округа насчитывается 844 жилых строений, при плотности застройки менее 1,00-го строения на км2. Расовый состав населения: белые — 97,81 %, афроамериканцы — 0,00 %, коренные американцы (индейцы) — 0,77 %, азиаты — 0,13 %, представители других рас — 0,13 %, представители двух или более рас — 1,16 %. Испаноязычные составляли 0,77 % населения независимо от расы.
В составе 31,00 % из общего числа домашних хозяйств проживают дети в возрасте до 18 лет, 62,50 % домашних хозяйств представляют собой супружеские пары проживающие вместе, 4,30 % домашних хозяйств представляют собой одиноких женщин без супруга, 29,70 % домашних хозяйств не имеют отношения к семьям, 25,70 % домашних хозяйств состоят из одного человека, 10,60 % домашних хозяйств состоят из престарелых (65 лет и старше), проживающих в одиночестве. Средний размер домашнего хозяйства составляет 2,47 человека, и средний размер семьи 2,99 человека.
Возрастной состав округа: 25,00 % моложе 18 лет, 6,10 % от 18 до 24, 26,50 % от 25 до 44, 24,40 % от 45 до 64 и 17,40 % от 65 и старше. Средний возраст жителя округа 40 лет. На каждые 100 женщин приходится 105,50 мужчин. На каждые 100 женщин старше 18 лет приходится 108,50 мужчин.
Средний доход на домохозяйство в округе составлял 32 500 USD, на семью — 38 304 USD. Среднестатистический заработок мужчины был 25 265 USD против 20 521 USD для женщины. Доход на душу населения составлял 17 407 USD. Около 10,60 % семей и 12,10 % общего населения находились ниже черты бедности, в том числе — 13,40 % молодежи (тех, кому ещё не исполнилось 18 лет) и 15,10 % тех, кому было уже больше 65 лет.